# Opowieści z metra
Opowieści z metra – brytyjski film nowelowy z 1999 roku składający się z 9 nowel, których akcja toczy się w metrze. Nowele te zostały wybrane w konkursie ogłoszonym w 1998 roku spośród 3 tysięcy historii.

## Nowele

### Mr Cool
Reżyseria: Amy Jenkins

Scenariusz: Amy Jenkins

Fabuła:

Kiedy nie udaje się zrobić wrażenia na wymarzonej przez niego dziewczynie, Mr Cool cierpi z powodu zamieszania, gdyż jedzie pociągiem metra, który jedzie donikąd.

Występują:
- Jason Flemyng – Luke
- Dexter Fletcher – Joe
- Kelly Macdonald – Emma

### Napalony
Reżyseria: Stephen Hopkins

Scenariusz: Stephen Hopkins

Fabuła:

Młoda kobieta wykorzystuje swoją seksualność, by zemścić się na biznesmenie, który ma na nią ochotę.

Występują:
- Denise van Outen – Alex
- Liz Smith – Stara kobieta
- Tom Bell – Stary mężczyzna
- Leah Fitzgerald – Dziewczynka

### Grasshopper
Reżyseria: Menhaj Huda

Scenariusz: Harsha Patel

Fabuła:

Dwóch kontrolerów otacza podejrzanego pasażera na gapę. Odkrywają, że chłopak był dilerem, który pomylił ich z policją.

Występują:
- Stephen Da Costa – Mr X
- Alicya Eyo – Shantel
- Roger Griffiths – Charlie
- Dele Johnson – Stevie
- Preeya Kalidas – Reena
- Peter McNamara – Roy
- Mazhar Munir – Mazaar
- Raiyo Panthaki – Mo
- Ashish Raja – Bulla
- Marcia Rose – Pani Clinique
- Jake Wood – James

### My Father the Liar
Reżyseria: Bob Hoskins

Scenariusz: Paul Fraser

Fabuła:

Młody chłopak i jego ojciec są świadkami incydentu, który zmusza ojca do kłamstwa.

Występują:
- Edna Doré – Kobieta z bagażem
- Frank Harper – Kontroler biletów
- William Hoyland – Świadek samobójstwa
- Richard Jobson – Gazeciarz
- Tom Watson – Syn
- Ray Winstone – Ojciec

### Bone
Reżyseria: Ewan McGregor

Scenariusz: Mark Greig

Fabuła:

Samotny muzyk tworzy świat fantazji, który otacza właściciela zagubionego biletu znajdującego się w oknie biura sprzedaży biletów.

Występują:
- Corrinne Charton – Kobieta z doniczką
- Kay Curram – Louise
- Joe Duttine – Krzykliwy solista
- Douglas L. Mellor – Menedżer sali koncertowej
- Nicholas Tennant – Gordon

### Usta
Reżyseria: Armando Iannucci

Scenariusz: Armando Iannucci

Fabuła:

Do wagonu, pełnego podpitych młodzieńców, poprzebieranych urzędników, śpieszących na noworoczny bal, wchodzi młoda, zadbana kobieta. Przyciąga uwagę wszystkich - kobiet, mężczyzn, starych i młodych i staje się obiektem ich prywatnych fantazji. Jednak, gdy otwiera swoje piękne usta, okazuje się, że zupełnie nie pasuje do ich obrazu.

Występują:
- Helen Coker – Przyszła panna młoda
- Mark Frost – Koleś
- Sky Glover – Dziewczyna
- Simon Greenall – Biznesmen
- Dominic Holland – Skrzypek
- Daniela Nardini – Heroina
- Matthew Xia – Chłopak

### A Bird in the Hand
Reżyseria: Jude Law

Scenariusz: Ed Allen

Fabuła:

Kiedy ptak zostaje zaplątany we włosy jednej z pasażerek, młoda para dyskutuje na temat jego losu. Do chwili, kiedy starszy pan wyciąga ptaka z tarapatów.

Występują:
- Ed Allen – Młody
- Frank Harper – Strażnik
- Morgan Jones – Młody
- Alan Miller – Starszy pan
- Cleo Sylvestre – Kobieta

### Rosebud
Reżyseria: Gaby Dellar

Scenariusz: Gaby Dellal, Atalanta Goulandris

Fabuła:

Młoda matka zostaje rozdzielona z córką i zaczyna panikować. Kobieta próbuje znaleźć dziecko i odkrywa, że trafiła do krainy z bajki.

Występują:
- Joao Costa Menezes
- Doña Croll – Elizabeth
- Leonie Elliot – Rosebud
- Danny Cerqueira – Strażnik
- Frank Harper – Strażnik
- Ian Puleston-Davies – Mężczyzna z maszyną do pisania
- Rachel Weisz – Angela

### Złodziejaszki
Reżyseria: Charles McDougall

Scenariusz: Nick Perry

Fabuła:

Dwóch młodych oportunistów kradnie walizkę, która zawiera kupę pieniędzy. Ofiara ich kradzieży strzela do nich, ale chłopakom udaje się uciec do nietypowego peronu, gdzie znajduje się tajemniczy pociąg. Ksiądz czyta Biblię i młody chłopiec myje stopy pasażera. Opuszczając pociąg, para zostawia pieniądze włóczędze przed wyjściem.

Występują:
- Tim Barlow – Starszy pijak
- Darren Carr – Czarny chłopak
- Jim Carter – Kontroler biletów
- Emma Cunniffe – Młoda kobieta
- Clint Dyer – Chłopak z walkmanem
- Jello Edwards – Kobieta w średnim wieku
- Annette Ekblom – Mama chłopaka
- Carmen Ejogo – Dziewczyna
- Simon Kunz – Mężczyzna w garniturze tenisowym
- Hans Matheson – Chłopiec
- Simon Pegg – Sprzedawca
- Sean Pertwee – Kierowca
- Lee Ross – Imprezowiczka
- Don Warrington – Ksiądz